# Kalle Berglund (friidrottare)

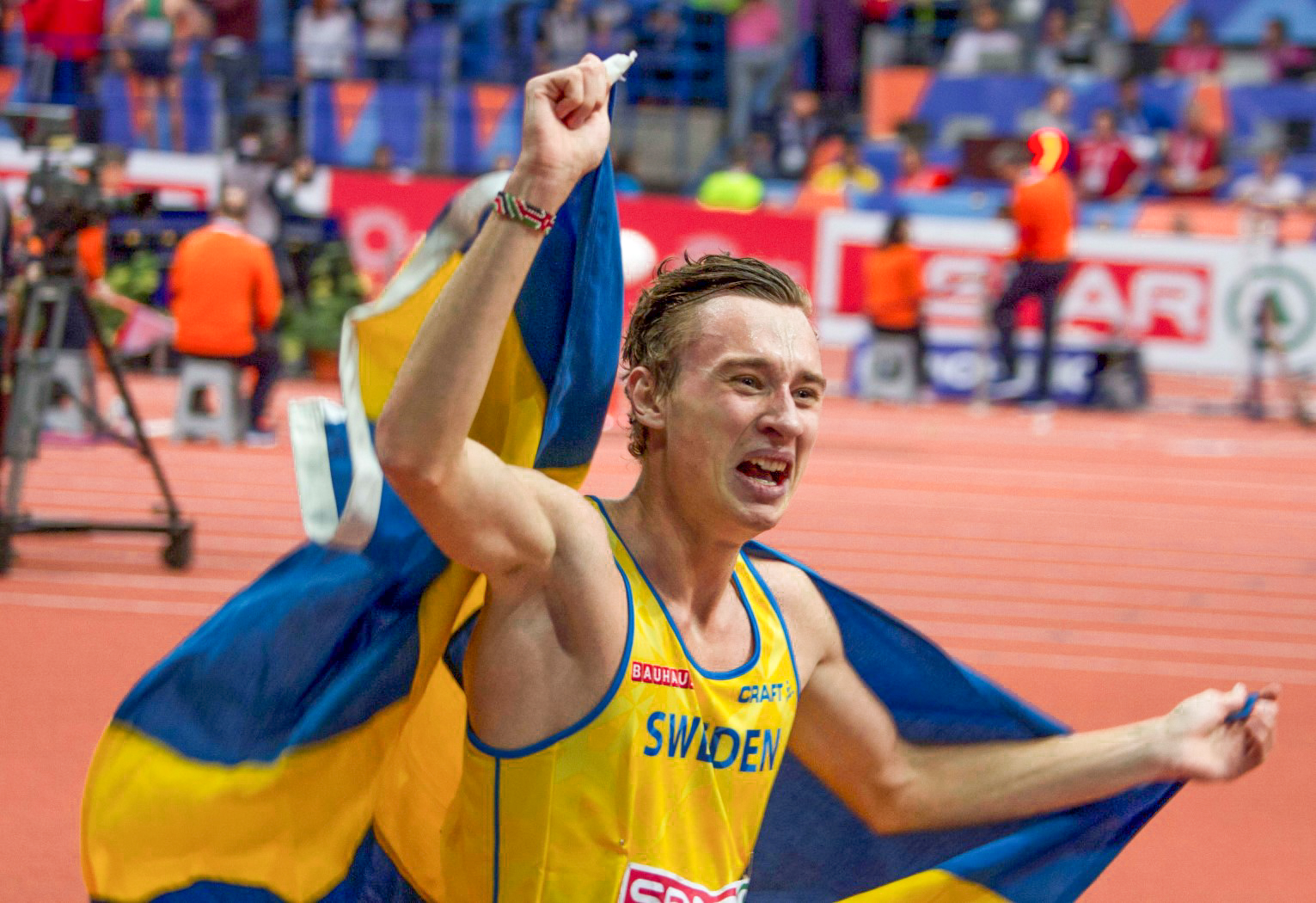
Kalle Berglund efter silverloppet på 1500 meter i inomhus-EM i Belgrad 2017.

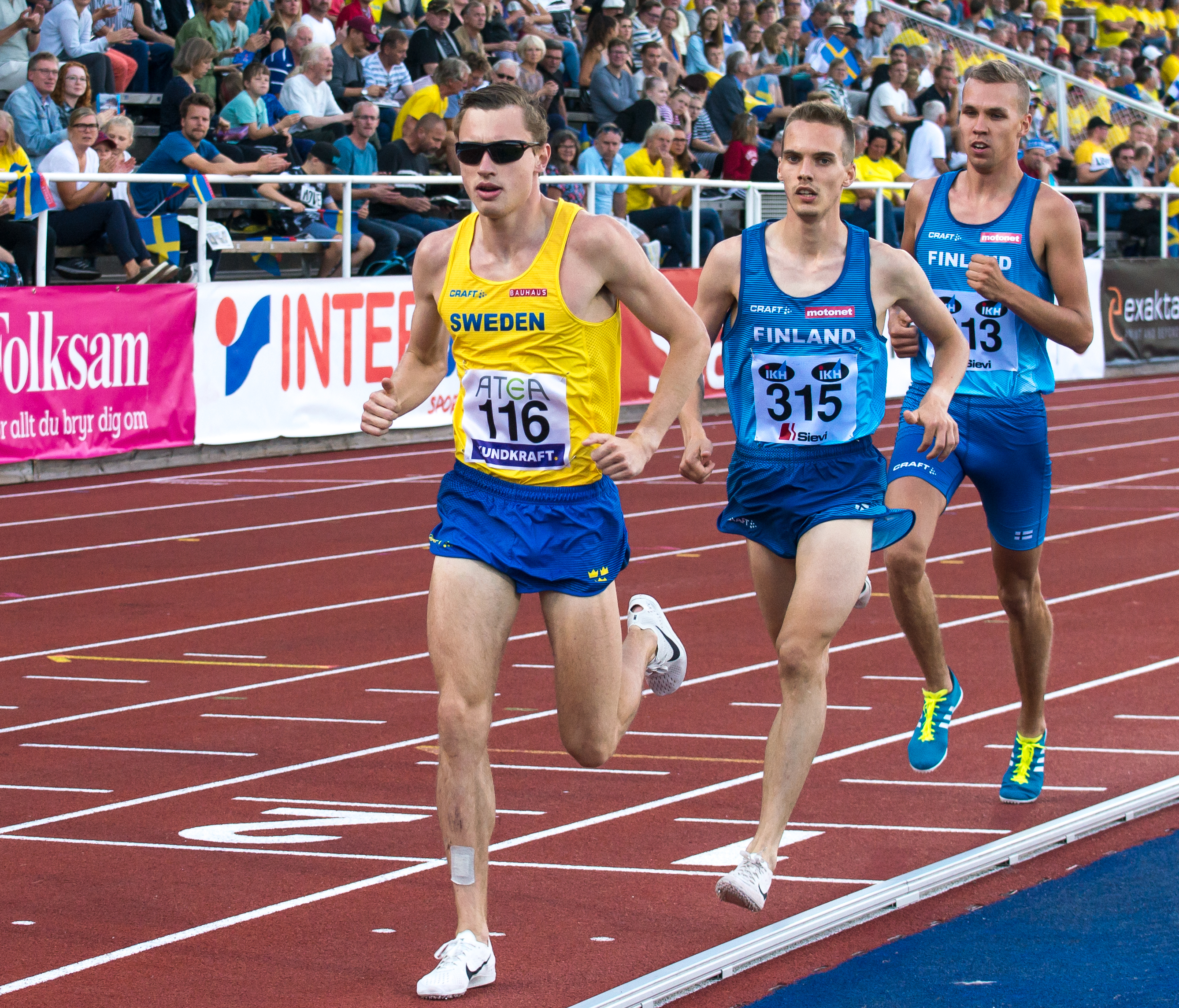
Kalle Berglund (116) springer 5000 meter under Finnkampen på Stockholms stadion i augusti 2019. Finländarna Miika Tenhunen (315) och Martti Siikaluoma (313) ligger i rygg. Berglund vinner på nya personliga rekordet 13:54,52.

Kalle Anders Berglund, född 11 mars 1996 i Jämshög i Olofströms kommun, är en svensk friidrottare (medel- och långdistanslöpning) tävlande för Spårvägens FK. Han vann individuella SM-guld på 1 500 meter år 2015, 2016, 2018 och 2019 samt på 5 000 meter år 2018.

## Karriär
Kalle Berglund sprang 800 meter vid junior-EM i Eskilstuna i juli 2015. Han vann sitt försöksheat varpå han även gick vidare i semifinalen (tvåa i sitt heat). I finalen kom han på fjärde plats med 1.49,88.
Vid Europamästerskapen i Amsterdam år 2016 deltog Berglund på 800 meter men blev utslagen i försöken med tiden 1.49,65.
Vid tävlingar i Birmingham, Storbritannien den 18 februari 2017 förbättrade Kalle Berglund det svenska rekordet inomhus på 1 500 meter med 2,2 sekunder till 3:37,69. Det gamla rekordet hölls av Jörgen Zaki och var från 1998. I mars 2017 tog Berglund silver på 1 500 meter vid inomhus-EM i Belgrad. Vid utomhus-VM i augusti samma år tog han sig vidare från försöken på 1 500 meter men slogs ut i semifinalen.
Vid en gala i Toruń den 6 februari 2019 förbättrade Kalle Berglund sitt svenska inomhusrekord som han satte 2017 på 1 500 meter till 3:36,63.
Vid Bislett Games i Oslo den 13 juni 2019 satte han svenskt rekord på en engelsk mil (1609 meter) med tiden 3:53,83 minuter (en ”drömmil”). Därmed slog han Anders Gärderuds rekord på distansen från 1975, som löd på 3:54,45 minuter. Den 4 augusti förbättrade Berglund vid en gala i Bern i Schweiz Johnny Kroons svenska rekord på 1 500 meter från 3:36,49 till 3:36,07. Den 16 augusti pressade han detta rekord ytterligare vid GP-tävlingar på Slottsskogsvallen i Göteborg till 3:34,89.
På världsmästerskapen i friidrott i Doha 2019 förbättrade han sitt svenska rekord på 1 500 meter i finalen med 3:33,70 och hamnade på nionde plats. 2019 tilldelades han Stora grabbars och tjejers märke.
Kalle Berglund meddelade den 25 november 2024 att han avslutar sin professionella löparkarriär. I ett inlägg på Instagram skrev han: "Allt har ett slut, sägs det, och nu har det blivit dags att avsluta det här kapitlet." Han tackade vänner, familj, tränare, sponsorer och klubbar som varit en del av hans resa.
Efter att ha avslutat sin elitkarriär har Berglund fortsatt att vara aktiv inom friidrotten, bland annat genom att coacha yngre löpare i Djurgårdens IF friidrott. Han har också deltagit i motionslopp, inklusive SM i halvmaraton 2025, där han sprang in på en 7:e plats med tiden 1:06:39. För närvarande fokuserar Kalle Berglund på sina studier inom data- och systemvetenskap och fortsätter att träna regelbundet, men utan den tidigare elitsatsningen.

## Personliga rekord
| Utomhus - 400 meter – 48,20 (Esbo, Finland 29 augusti 2015) - 800 meter – 1.46,63 (Karlstad, Sverige 25 juli 2018) - 1 000 meter – 2.19,21 (Stockholm, Sverige 10 juni 2018) - 1 500 meter – 3.33,70 (Doha, Qatar 6 oktober 2019) 0NR0 - 1 engelsk mil – 3.53,83 (Oslo, Norge 13 juni 2019) 0NR0 - 2 000 meter – 4.59,71 (Sollentuna, Sverige 10 augusti 2020) 0NR0 - 3 000 meter – 8.01,39 (Göteborg, Sverige 30 juli 2022) - 5 000 meter – 13.54,52 (Stockholm, Sverige 24 augusti 2019) - 5 km landsväg – 14.15 (Carlsbad, Kalifornien, USA 25 mars 2018) - 10 km landsväg – 29.08 (Anderstorp, Sverige 11 oktober 2020) | Inomhus - 200 meter – 24,05 (Växjö, Sverige 20 december 2012) - 400 meter – 51,19 (Karlskrona, Sverige 3 februari 2013) - 800 meter – 1.47,62 (Växjö, Sverige 26 februari 2017) - 1 500 meter – 3.36,63 (Toruń, Polen 6 februari 2019) 0NR0 - 1 engelsk mil – 4.01,00 (Athlone, Irland 21 februari 2018) - 3 000 meter – 7.57,78 (Växjö, Sverige 22 februari 2020) |

### Fotnoter
1. ↑  ”Swedish Team Men Media Guide, European Championships, Amsterdam, 2016”. friidrott.se. 2016. Arkiverad från originalet den 11 februari 2017. https://web.archive.org/web/20170211080828/http://www.friidrott.se/docs/em16mediaguidem.pdf. Läst 10 februari 2017.
2. ↑  ”Stora SM 2014, dag 3” (htm). trackandfield.se. http://www.trackandfield.se/resultat/2014/140803.htm. Läst 21 oktober 2014.
3. 1 2  ”Stafett-SM 2014” (pdf). idrottonline.se. Arkiverad från originalet den 2 april 2015. https://web.archive.org/web/20150402184643/http://www3.idrottonline.se/ImageVaultFiles/id_595198/cf_69694/resultat2014-05-27_2.PDF. Läst 25 mars 2015.
4. ↑  ”Stora SM 2015, dag 3”. trackandfield.se. Arkiverad från originalet den 6 juli 2016. https://web.archive.org/web/20160706172117/http://www.trackandfield.se/resultat/2015/150809.htm. Läst 31 oktober 2015.
5. ↑  ”Stora SM 2015, dag 2”. trackandfield.se. Arkiverad från originalet den 6 juli 2016. https://web.archive.org/web/20160706161848/http://www.trackandfield.se/resultat/2015/150808.htm. Läst 31 oktober 2015.
6. 1 2  ”Stafett-SM 2015”. smfriidrott.com. Arkiverad från originalet den 24 november 2015. https://web.archive.org/web/20151124055051/http://www.smfriidrott.com/tavling/stafett-sm-2015/resultat. Läst 31 oktober 2015.
7. ↑  ”Stora SM 2016”. Arkiverad från originalet den 23 augusti 2017. https://web.archive.org/web/20170823210252/http://212.247.216.72/friidrott/sm16/Resultat.php. Läst 1 november 2016.
8. 1 2  ”Stafett-SM 2016”. trackandfield.se. http://www.trackandfield.se/resultat/2016/160528.htm. Läst 1 november 2016.
9. ↑  ”Terräng-SM 2017, dag 1 lag”. Neptron Timer. Arkiverad från originalet den 15 augusti 2019. https://web.archive.org/web/20190815114307/http://neptrontiming-development.azurewebsites.net/#/terrangsmdag12017/teams. Läst 13 november 2017.
10. 1 2  ”Stora SM 2018”. http://www.trackandfield.se/resultat/2018/180824.htm. Läst 5 september 2018.
11. 1 2  ”Stafett-SM 2018-05-26/27”. trackandfield.se. http://trackandfield.se/resultat/2018/180526_27.htm. Läst 5 september 2018.
12. ↑  ”Friidrotts-SM 2019 Karlstad”. Arkiverad från originalet den 2 september 2019. https://web.archive.org/web/20190902083413/http://212.247.216.72/friidrott/sm19/result_t.php. Läst 17 september 2019.
13. ↑  ”Stafett-SM 2019-05-25/26”. huddingeais.se. https://data.huddingeais.se/tavling/19/stafettsm/190525.htm. Läst 25 augusti 2019.
14. 1 2  ”Resultat: SM-JSM-USM-VSM Stafett, Göteborg/S 12‐13.9.20 Stafetter”. friidrottsstatistik.se. https://www.friidrottsstatistik.se/resultsswe.php?CID=12970598&Season=2020. Läst 25 november 2020.
15. ↑  ”Resultat: Friidrotts-SM, Norrköping 5‐7.8.22”. friidrottsstatistik.se. https://www.friidrottsstatistik.se/resultsswe.php?CID=13019519&Season=2022. Läst 7 augusti 2022.
16. 1 2  ”Resultat: SM-JSM-USM-VSM Stafett, Göteborg/S 28‐29.5.22”. friidrottsstatistik.se. https://www.friidrottsstatistik.se/resultsswe.php?CID=13014836&Season=2022. Läst 6 augusti 2022.
17. ↑  ”Resultat: SM-JSM-USM-VSM Stafett, Uppsala 25‐26.5.24”. friidrottsstatistik.se. https://www.friidrottsstatistik.se/resultsswe.php?CID=13073599&Season=2024. Läst 18 juni 2024.
18. ↑  ”ISM i friidrott - Växjö 25-26 februari 2017”. telekonsultarena.se. Arkiverad från originalet den 3 september 2017. https://web.archive.org/web/20170903123052/http://telekonsultarena.se/resultat/ISM17/Resultat.php. Läst 7 mars 2017.
19. ↑  ”ISM 2018 2018-02-27”. primawebb.se. Arkiverad från originalet den 28 februari 2018. https://web.archive.org/web/20180228042650/http://primawebb.se/giffri/ism2018/Results_Total.html. Läst 27 februari 2018.
20. ↑  ”ISM 2020 Växjö 22-23 februari”. telekonsultarena.se. https://telekonsultarena.se/resultat/ISM20/Resultat.php. Läst 29 februari 2020.
21. 1 2 3 4 5 6 7 8 9 10 11 12 13 14 15 16  ”Personsida på World Athletic's webbplats” (på engelska). worldathletics.org. https://www.worldathletics.org/athletes/sweden/kalle-berglund-14551607. Läst 5 september 2020.
22. ↑  ”European Athletics U20 Championships - Eskilstuna 2015” (på engelska). european-athletics.org. http://www.european-athletics.org/competitions/european-athletics-u20-championships/history/year=2015/results/index.html. Läst 27 oktober 2017.
23. ↑  Hedman, Jonas (19 juli 2015). ”JEM19 4: Kalle fyra på 800”. friidrott.se. Arkiverad från originalet den 29 oktober 2017. https://web.archive.org/web/20171029013503/http://www.friidrott.se/nyheter.aspx?id=18397. Läst 28 oktober 2017.
24. ↑  ”European Athletics Championships - Amsterdam 2016” (på engelska). european-athletics.org. http://www.european-athletics.org/competitions/european-athletics-championships/history/year=2016/results/. Läst 27 december 2016.
25. ↑  ”Nära, nära för Kalle Berglund”. friidrott.se. 7 juli 2016. Arkiverad från originalet den 7 februari 2017. https://web.archive.org/web/20170207112841/http://www.friidrott.se/nyheter.aspx?id=19732. Läst 6 februari 2017.
26. ↑  Hedman, Jonas (18 februari 2017). ”Kalle krossade det svenska rekordet!”. friidrott.se. Arkiverad från originalet den 22 september 2023. https://web.archive.org/web/20230922111154/https://arkiv.friidrott.se/nyheter.aspx?id=20557. Läst 14 mars 2019.
27. ↑  ”1 500 Metres Men IAAF World Championships London 2017 (Olympic Stadium), Great Britain & N.I. 04 Aug 2017 - 13 Aug 2017” (på engelska). iaaf.org. https://www.iaaf.org/results/iaaf-world-championships-in-athletics/2017/iaaf-world-championships-london-2017-5151/men/1500-metres/semi-final/result. Läst 14 mars 2019.
28. ↑  Hedman, Jonas (10 augusti 2017). ”Lysande löpning av Kalle – är i semi!”. friidrott.se. Arkiverad från originalet den 22 september 2023. https://web.archive.org/web/20230922111233/https://arkiv.friidrott.se/nyheter.aspx?id=21289. Läst 14 mars 2019.
29. ↑  Hedman, Jonas; Thor, Hillevi (11 augusti 2017). ”Kalle 1.4 sekunder från VM-final”. friidrott.se. Arkiverad från originalet den 22 september 2023. https://web.archive.org/web/20230922111312/https://arkiv.friidrott.se/nyheter.aspx?id=21297. Läst 14 mars 2019.
30. ↑  Juhlin, A. Lennart (6 februari 2019). ”Ännu mer rekord: Kalle 3:36.63!!”. friidrott.se. Arkiverad från originalet den 16 februari 2019. https://web.archive.org/web/20190216031834/http://www.friidrott.se/nyheter.aspx?id=23008. Läst 14 mars 2019.
31. ↑  ”Kalle Berglund slog Gärderuds 44 år gamla svenska rekord”. SVT Sport. 13 juni 2019. https://www.svt.se/sport/friidrott/kalle-berglund-slog-garderuds-44-ar-gamla-svenska-rekord. Läst 14 juni 2019.
32. ↑  Juhlin, A. Lennart; Hedman, Jonas (3 augusti 2019). ”Äntligen rekord: 3:36.07 av Kalle!”. friidrott.se. Arkiverad från originalet den 22 september 2023. https://web.archive.org/web/20230922111346/https://arkiv.friidrott.se/nyheter.aspx?id=23647. Läst 17 augusti 2019.
33. ↑  Hedman, Jonas (16 augusti 2019). ”Nytt rekord igen av Kalle Berglund – tre svenskar under 3:40”. friidrott.se. Arkiverad från originalet den 22 september 2023. https://web.archive.org/web/20230922111424/https://arkiv.friidrott.se/nyheter.aspx?id=23717. Läst 17 augusti 2019.
34. ↑  ”Friidrotts-VM: Kalle Berglund efter VM-finalen på 1500 meter”. Expressen. 6 oktober 2019. https://www.expressen.se/tv/sport/friidrott/berglund-jag-ville-lite-mer/. Läst 6 oktober 2019.
35. ↑  ”1500 Metres Men IAAF World Championships Doha 2019, Quatar 27 Sep 2019 - 06 Oct 2019” (på engelska). iaaf.org. https://www.iaaf.org/results/iaaf-world-championships-in-athletics/2019/iaaf-world-athletics-championships-doha-2019-6033/men/1500-metres/final/result. Läst 23 oktober 2019.
36. ↑  ”Stora Grabbar & Tjejer”. friidrott.se. Arkiverad från originalet den 3 november 2020. https://web.archive.org/web/20201103212141/https://www.friidrott.se/historik/storagrabbar.aspx. Läst 29 mars 2020.
37. 1 2 3 4 5 6 7 8 9 10 11 12 13  ”Personsida på European Athletics' webbplats” (på engelska). european-athletics.org. https://www.european-athletics.org/athletes/group=b/athlete=140981-berglund-kalle/index.html. Läst 5 september 2020.